# Éléonore d'Aragon (1358-1382)
Titre
Reine de Castille
1379 – 1382
Éléonore Perez dite également d'Aragon et Sicile, née à Santa Maria del Puig le 20 février 1358 et morte à Cuellar le 13 août 1382, fut par son mariage reine de Castille de 1379 à 1382. Elle est la fille de Pierre IV d'Aragon, roi d'Aragon, dit Pierre Le Cérémonieux, et de sa troisième femme, Éléonore de Sicile.

## Biographie
Éléonore était la troisième des quatre enfants et la seule fille du troisième mariage de son père, Pierre IV. Elle avait pour frères aînés les rois Jean Ier et Martin Ier d'Aragon. De son premier mariage, son père avait eu deux filles, Constance, reine de Sicile, et Jeanne, comtesse d'Empuries. De son quatrième et dernier mariage était née Isabelle, comtesse d'Urgell. 
Éléonore avait d'abord été promise à Alphonse de Castille, fils du roi Pierre Ier le Cruel et de sa maîtresse Marie de Padilla, mais l'infant mourut à l'âge de trois ans en 1362. Un nouveau mariage fut projeté pour la jeune princesse, contre la volonté de Pierre Ier, cette fois avec Jean, le fils d'Henri de Trastamare, futur Henri II de Castille, demi-frère ennemi de Pierre. 
Le roi Pierre, soutenu par les Anglais du Prince Noir et par les Navarrais, combattit sans relâche son frère, soutenu par la France mais finit par subir une lourde défaite à Calatrava la Nueva (Castille-La Manche) et fut exécuté sur ordre d'Henri en mars 1369. 
Devenu roi sous le nom d'Henri II de Castille et Léon, celui-ci entama la pacification de ses États mais le conflit entre l'Aragon et la Castille autour de la possession du royaume de Murcie continua. Guerres et traités de paix se succédèrent (à Alcañiz, en 1371, à Almazán le 12 avril 1374 et à Lérida le 10 mai 1375) et le dernier permit enfin l'instauration d'une paix durable, qui allait être garantie par le mariage entre Éléonore et Jean, concordé à cette occasion. Les réjouissances autour de la célébration de cette union durèrent plus d'un mois, en une fête ininterrompue. 
Ils montèrent sur le trône à la mort d'Henri II, empoisonné sur ordre de Charles II de Navarre en 1379.

## Mariage
Éléonore épousa Jean Ier de Castille le 18 juin 1375 dans la cathédrale de Soria. Leur mariage dura sept ans, au cours desquels ils eurent trois enfants 
- Henri III de Castille appelé Henri le Maladif ou Henri l'Infirme
- Ferdinand Ier d'Aragon
- Éléonore (13 août 1382 † jeune).

Éléonore mourut le 13 août 1382 en mettant au monde sa seule fille, à qui l'on donna son prénom mais qui mourut dans l'enfance. Elle est enterrée dans la cathédrale de Tolède. Jean Ier se remaria en 1383 avec Béatrice de Portugal, future reine de jure de Portugal en tant qu'unique héritière du roi Ferdinand Ier, initialement promise à son fils cadet Ferdinand. Elle fut la dernière souveraine issue de la dynastie capétienne et la dynastie d'Aviz lui succéda.
Ferdinand fit par la suite valoir ses droits au trône d'Aragon à la mort sans héritiers mâles de ses deux oncles, Jean Ier et Martin Ier. 